# Solanum bahianum
Solanum bahianum är en potatisväxtart som beskrevs av Sandra Diane Knapp. Solanum bahianum ingår i släktet skattor som ingår i familjen potatisväxter. Inga underarter finns listade i Catalogue of Life.